# فهرست جایزه‌ها و نامزدی‌های لئوناردو دی‌کاپریو
این مقاله به جایزه‌های سینمایی که بازیگر آمریکایی لئوناردو دی‌کاپریو دریافت کرده یا نامزد دریافت آن‌ها شده‌است، می‌پردازد.

## جوایز فیلم‌ها

### اسکار
| سال  | نام اثر                           | زیرمجموعه                               | نتیجه    | بازنده به                                                                       |
| ---- | --------------------------------- | --------------------------------------- | -------- | ------------------------------------------------------------------------------- |
| ۱۹۹۴ | چه چیزی گیلبرت گریپ را آزار می‌دهد | بهترین بازیگر نقش مکمل مرد              | نامزدشده | تامی لی جونز برای فراری                                                         |
| ۲۰۰۵ | هوانورد                           | بهترین بازیگر نقش اول مرد               | نامزدشده | جیمی فاکس برای ری                                                               |
| ۲۰۰۷ | الماس خونین                       | بهترین بازیگر نقش اول مرد               | نامزدشده | فارست ویتاکر برای آخرین پادشاه اسکاتلند                                         |
| ۲۰۱۴ | گرگ وال استریت                    | بهترین بازیگر نقش اول مرد               | نامزدشده | متیو مک‌کانهی برای باشگاه خریداران دالاس                                         |
| ۲۰۱۴ | گرگ وال استریت                    | بهترین فیلم (بهترین بازیگر نقش اول مرد) | نامزدشده | برد پیت، دد گردنر، جرمی کلینر، استیو مک‌کوئین، و آنتونی کاتاگس برای ۱۲ سال بردگی |
| ۲۰۱۶ | بازگشته                           | بهترین بازیگر نقش اول مرد               | برنده    | —                                                                               |
| ۲۰۲۰ | روزی روزگاری در هالیوود           | بهترین بازیگر نقش اول مرد               | نامزدشده | واکین فینیکس                                                                    |

### جایزهٔ بفتا
| سال  | نام اثر        | زیرمجموعه                 | نتیجه    | بازنده به                               |
| ---- | -------------- | ------------------------- | -------- | --------------------------------------- |
| ۲۰۰۵ | هوانورد        | بهترین بازیگر نقش اول مرد | نامزدشده | جیمی فاکس برای ری                       |
| ۲۰۰۷ | جدا مانده      | بهترین بازیگر نقش اول مرد | نامزدشده | فارست ویتاکر برای آخرین پادشاه اسکاتلند |
| ۲۰۱۴ | گرگ وال استریت | بهترین بازیگر نقش اول مرد | نامزدشده | چویتل اجیوفور برای ۱۲ سال بردگی         |
| ۲۰۱۶ | بازگشته        | بهترین بازیگر نقش اول مرد | برنده    | —                                       |

### جشنواره فیلم برلین (خرس نقره ای)
| سال  | نام اثر       | زیرمجموعه                             | نتیجه |
| ---- | ------------- | ------------------------------------- | ----- |
| ۱۹۹۷ | رومئو + ژولیت | خرس نقره ای بهترین بازیگر نقش اول مرد | برنده |

### جایزه انجمن منتقدان
| سال  | نام اثر        | زیرمجموعه                         | نتیجه    |
| ---- | -------------- | --------------------------------- | -------- |
| ۲۰۰۵ | هوانورد        | بهترین بازیگر نقش اول مرد         | نامزدشده |
| ۲۰۰۷ | الماس خونین    | بهترین بازیگر نقش اول مرد         | نامزدشده |
| ۲۰۰۷ | جدا مانده      | بهترین بازیگر نقش اول مرد         | نامزدشده |
| ۲۰۰۷ | جدا مانده      | بهترین بازیگر مرد                 | نامزدشده |
| ۲۰۱۲ | جی. ادگار      | بهترین بازیگر نقش اول مرد         | نامزدشده |
| ۲۰۱۴ | گرگ وال استریت | بهترین بازیگر مرد در فیلم‌های کمدی | برنده    |
| ۲۰۱۵ | بازگشته        | بهترین بازیگر مرد                 | برنده    |

### گلدن گلوب
| سال  | نام اثر                           | زیرمجموعه                              | نتیجه    |
| ---- | --------------------------------- | -------------------------------------- | -------- |
| ۱۹۹۴ | چه چیزی گیلبرت گریپ را آزار می‌دهد | بهترین بازیگر نقش مکمل مرد             | نامزدشده |
| ۱۹۹۸ | تایتانیک                          | بهترین بازیگر مرد فیلم‌ درام            | نامزدشده |
| ۲۰۰۳ | اگه می‌تونی منو بگیر               | بهترین بازیگر مرد فیلم‌ درام            | نامزدشده |
| ۲۰۰۵ | هوانورد                           | بهترین بازیگر مرد فیلم‌ درام            | برنده    |
| ۲۰۰۷ | جدا مانده                         | بهترین بازیگر مرد فیلم‌ درام            | نامزدشده |
| ۲۰۰۷ | الماس خونین                       | بهترین بازیگر مرد فیلم‌ درام            | نامزدشده |
| ۲۰۰۹ | جاده انقلابی                      | بهترین بازیگر مرد فیلم‌ درام            | نامزدشده |
| ۲۰۱۲ | جی. ادگار                         | بهترین بازیگر مرد فیلم‌ درام            | نامزدشده |
| ۲۰۱۳ | جنگوی آزادشده                     | بهترین بازیگر نقش مکمل مرد             | نامزدشده |
| ۲۰۱۴ | گرگ وال استریت                    | بهترین بازیگر مرد فیلم موزیکال یا کمدی | برنده    |
| ۲۰۱۵ | بازگشته                           | بهترین بازیگر مرد فیلم‌ درام            | برنده    |

### جایزه سینمایی ام‌تی‌وی
| سال  | نام اثر                | زیرمجموعه                                   | نتیجه    |
| ---- | ---------------------- | ------------------------------------------- | -------- |
| ۱۹۹۷ | رومئو + ژولیت          | بهترین بوسه (به همراه کلیر دینز)            | نامزدشده |
| ۱۹۹۷ | رومئو + ژولیت          | بهترین همکاری (به همراه کلیر دینز)          | نامزدشده |
| ۱۹۹۷ | رومئو + ژولیت          | بهترین بازیگر مرد                           | نامزدشده |
| ۱۹۹۸ | تایتانیک               | بهترین بوسه (به همراه کیت وینسلت)           | نامزدشده |
| ۱۹۹۸ | تایتانیک               | بهترین بازیگر مرد                           | برنده    |
| ۱۹۹۸ | تایتانیک               | بهترین همکاری (به همراه کیت وینسلت)         | نامزدشده |
| ۲۰۰۳ | دار و دسته‌های نیویورکی | بهترین بوسه (به همراه کامرون دیاز)          | نامزدشده |
| ۲۰۰۳ | اگه می‌تونی منو بگیر    | بهترین بازیگر مرد                           | نامزدشده |
| ۲۰۰۵ | هوانورد                | بهترین بازیگر مرد                           | برنده    |
| ۲۰۱۱ | تلقین                  | Best Jaw Dropping Moment (به همراه الن پیج) | نامزدشده |
| ۲۰۱۳ | جنگوی آزادشده          | بهترین بازیگر شخصیت‌های منفی                 | نامزدشده |
| ۲۰۱۳ | جنگوی آزادشده          | بهترین همکاری (به همراه ساموئل ال. جکسون)   | نامزدشده |
| ۲۰۱۴ | گرگ وال استریت         | Best Jaw Dropping Moment                    | برنده    |

### جایزه برگزیده مردم
| سال  | نام اثر        | زیرمجموعه                                                              | نتیجه    |
| ---- | -------------- | ---------------------------------------------------------------------- | -------- |
| ۲۰۰۷ | جدا مانده      | بهترین همخوانی (به همراه مت دیمون و جک نیکلسون)                        | نامزدشده |
| ۲۰۱۱ | تلقین          | بهترین تیم (به همراه تام هاردی، الن پیج، دیلیپ راو و جوزف گوردون لویت) | نامزدشده |
| ۲۰۱۱ | تلقین          | محبوب ترین بازیگر مرد                                                  | نامزدشده |
| ۲۰۱۴ | گرگ وال استریت | محبوب ترین بازیگر مرد دراماتیک                                         | برنده    |
| ۲۰۱۴ | گرگ وال استریت | محبوب ترین بازیگر مرد                                                  | نامزدشده |

### جایزه انجمن بازیگران فیلم
| سال  | نام اثر             | زیرمجموعه                             | نتیجه    |
| ---- | ------------------- | ------------------------------------- | -------- |
| ۱۹۹۷ | اتاق ماروین         | بازیگر شایستهٔ تقدیر مرد               | نامزدشده |
| ۱۹۹۸ | تایتانیک            | بازیگر شایستهٔ تقدیر مرد               | نامزدشده |
| ۲۰۰۵ | هوانورد             | بازیگر شایستهٔ تقدیر مرد               | نامزدشده |
| ۲۰۰۵ | هوانورد             | بازیگر شایستهٔ تقدیر مرد برای نقش اصلی | نامزدشده |
| ۲۰۰۷ | جدا مانده           | بازیگر شایستهٔ تقدیر مرد               | نامزدشده |
| ۲۰۰۷ | جدا مانده           | بازیگر شایستهٔ تقدیر مرد برای نقش مکمل | نامزدشده |
| ۲۰۰۷ | الماس خونین         | بازیگر شایستهٔ تقدیر مرد برای نقش اصلی | نامزدشده |
| ۲۰۱۲ | جی. ادگار           | بازیگر شایستهٔ تقدیر مرد برای نقش اصلی | نامزدشده |
| ۲۰۱۵ | بازگشته (فیلم ۲۰۱۵) | بهترین بازیگر مرد                     | برنده    |

## دیگر جوایز

### جایزه آکادمی هنری سینما و تلویزیوناسترالیا(AACTA Awards)
| سال  | نام اثر        | زیرمجموعه                  | نتیجه    |
| ---- | -------------- | -------------------------- | -------- |
| ۲۰۱۱ | جی. ادگار      | بهترین بازیگر خارجی        | نامزدشده |
| ۲۰۱۳ | گرگ وال استریت | بهترین بازیگر خارجی        | نامزدشده |
| ۲۰۱۳ | گتسبی بزرگ     | بهترین بازیگر نقش اصلی مرد | برنده    |

### جایزهٔ آستین
| سال  | نام اثر   | زیرمجموعه         | نتیجه |
| ---- | --------- | ----------------- | ----- |
| ۲۰۰۷ | جدا مانده | بهترین بازیگر مرد | برنده |

### انجمن منتقدان فیلم دالاس‌فورت وورث
| سال  | نام اثر        | زیرمجموعه         | نتیجه    |
| ---- | -------------- | ----------------- | -------- |
| ۲۰۰۴ | هوانورد        | بهترین بازیگر مرد | نامزدشده |
| ۲۰۰۶ | جدا مانده      | بهترین بازیگر مرد | نامزدشده |
| ۲۰۰۶ | الماس خونین    | بهترین بازیگر مرد | نامزدشده |
| ۲۰۱۳ | گرگ وال استریت | بهترین بازیگر مرد | نامزدشده |

### جایزه برگزیده کودکان نیکلودین
| سال  | نام اثر | زییرمجموعه         | نتیجه |
| ---- | ------- | ------------------ | ----- |
| ۲۰۰۹ | N/A     | جایزه کمک بزرگ سبز | برنده |

### جایزهٔ فیلم سازاننیویورک
| سال  | نام اثر                           | زیرمجموعه    | نتیجه |
| ---- | --------------------------------- | ------------ | ----- |
| ۱۹۹۳ | چه چیزی گیلبرت گریپ را آزار می‌دهد | جایزهٔ نسل نو | برنده |

### جایزه ساترن
| سال  | نام اثر    | زیرمجموعه         | نتیجه    |
| ---- | ---------- | ----------------- | -------- |
| ۲۰۱۱ | جزیره شاتر | بهترین بازیگر مرد | نامزدشده |
| ۲۰۱۱ | تلقین      | بهترین بازیگر مرد | نامزدشده |

### جوایز برگزیده نوجوانان
| سال  | نام اثر                 | زیرمجموعه                                        | نتیجه    |
| ---- | ----------------------- | ------------------------------------------------ | -------- |
| ۱۹۹۹ | شهرت                    | Film – Choice Hissy Fit                          | نامزدشده |
| ۲۰۰۰ | ساحل                    | فیلم - بهترین بازیگر مرد                         | نامزدشده |
| ۲۰۰۰ | ساحل                    | Film – Choice Chemistry (به هراه ویرژینی لدواین) | نامزدشده |
| ۲۰۰۳ | دار و دسته‌های نیویورکی  | Choice Movie Liplock (به همراه کامرون دیاز)      | نامزدشده |
| ۲۰۰۳ | اگه می‌تونی منو بگیر     | Choice Movie Liar                                | برنده    |
| ۲۰۰۵ | هوانورد                 | بهترین بازیگر مرد درام                           | نامزدشده |
| ۲۰۰۷ | جدا مانده و الماس خونین | بهترین بازیگر مرد درام                           | نامزدشده |
| ۲۰۱۰ | جزیره شاتر              | بهترین بازیگر مرد فیلم ترسناک فانتزی             | برنده    |
| ۲۰۱۳ | گتسبی بزرگ              | بهترین بازیگر مرد درام                           | نامزدشده |